# 胡伟 (1969年)
胡伟（1969年11月—），男，汉族，浙江淳安人，中华人民共和国政治人物。现任浙江省人民政府副省长，致公党中央常委、浙江省委主委。